# Modpave Nikolaus 5.
 Ikke at forveksle med Pave Nikolaus 5..
Nikolaus 5. var navnet under hvilket Petrus Rainalducci (omtrent 1275 – 16. oktober 1333 i Avignon, Frankrig) 1328 blev opstillet som modpave mod Johannes 22. af kejser Ludvig 4. af Bayern (1314-1347), men allerede 1330 tvang Johannes ham til underkastelse, og den afsatte pave døde kort efter.